# ヒューマン・アセスメント
ヒューマン・アセスメントは、スパイ選抜のために生まれたプログラム。英語では、アセスメント・センター（英語: Assessment center）と言う。
第二次世界大戦後は、米国で管理者選抜、能力開発の手法として広く普及した。近年になり、特に短期間で有効な能力開発の手法として見直しされるようになっている。
日本でも1970年代から紹介され、大手企業を中心に幅広く採用された。現在、上場企業の5割程度が人事考課を補完する人事システムとしてヒューマン・アセスメントを採用している。ただし、ヒューマン・アセスメントの位置づけ、目的などは企業により様々である。選抜型と開発型が主なものである。他にリストラ人材の選定に使用されることもある。
米国では1990年代前半、日本では2000年頃にコンピテンシーがブームになって以降は、行動分析インタビュー（行動観察面談：BEI{Behavioral Event Interview}）の新手法を取り入れて、新しい段階になってきている。インタビューによって従来あまり評価していなかった要素も評価することができるようになる。しかし評価を精緻にすることは難しいという問題がある。